# Heimdall (Schiff, 1894)
Die Heimdall, war das vierte Schiff der Siegfried-Klasse, eine Klasse von acht Küstenpanzerschiffen der Kaiserlichen Marine. Die Schiffe waren ursprünglich als Panzerschiffe IV. Klasse klassifiziert, wurden jedoch ab 1899 als Küstenpanzerschiffe geführt.

## Bau
Am 2. November 1891 begann die Kaiserliche Werft in Wilhelmshaven mit dem Bau des Panzerschiffs IV. Klasse „U“. Knapp neun Monate später, am 27. Juli 1892, stand der Neubau für den Stapellauf bereit. Er wurde dabei von Kaiser Wilhelm II. auf den Namen eines Gottes der nordgermanischen Mythologie getauft. Der weitere Ausbau des Schiffs zog sich bis zum Frühjahr 1894 hin.

## Einsatz

### Friedenszeit
Die Heimdall wurde am 7. April 1894 erstmals in Dienst gestellt, um Probefahrten durchzuführen. Bei diesen stellten sich starke Mängel an der Kesselanlage heraus. Das Schiff musste daher mehrere Monate an die Werft zurück, wo Nachbesserungen vorgenommen wurden. Vom 1. November bis zum 15. Dezember konnten die Probefahrten fortgesetzt und abgeschlossen werden. Anschließend wurde die Heimdall nach Kiel verlegt und der Reserve-Division der Ostsee zugeteilt. Bis zum April 1895 befand sich nur ein Teil der vorgesehenen Besatzung an Bord des Schiffes. Nachdem die Besatzung auf Sollstärke aufgefüllt wurde, unternahm die Heimdall im Verband der Panzerschiff-Division Übungen in der Ostsee und nahm am 21. Juni an der Einweihung des Kaiser-Wilhelm-Kanals teil. Da die Entsendung von Schiffen nach Marokko und Ostasien notwendig geworden war, musste die Heimdall am 5. Juli außer Dienst gestellt werden, um den Bedarf an Offizieren und Mannschaften zu decken.
Die Heimdall wurde am 8. August 1897 wieder in Dienst gestellt. Das Schiff trat zu dem für die Herbstmanöver gebildeten II. Geschwader, das aus insgesamt sechs Einheiten der Siegfried-Klasse bestand. Das Geschwader stand unter dem Kommando von Paul Hoffmann, dessen Flaggschiff die Hildebrand wurde. Am 8. September erlitt die Heimdall eine schwere Havarie in dänischen Gewässern, die von der Kaiserlichen Werft Kiel behoben wurde. Das Schiff wurde am 24. September wieder außer Dienst gestellt. Auch in den Jahren 1898 und 1900 wurde die Heimdall jeweils für die Herbstmanöver reaktiviert.
In den Jahren 1901 und 1902 nahm die Kaiserliche Werft Kiel einen Umbau an der Heimdall vor, dem auch die anderen Einheiten der Siegfried-Klasse unterzogen wurden. Dabei wurde das Schiff mittig auseinandergeschnitten und um eine 8,4 m lange Sektion verlängert. Außerdem wurde die ursprüngliche Kesselanlage durch acht Marinekessel ersetzt. Das Schiff erhielt einen zweiten Schornstein, wodurch sich zusammen mit der Verlängerung sein Aussehen deutlich veränderte. Auch wurden Änderungen an der Bewaffnung vorgenommen. Die sechs 3,7-cm-Maschinenkanonen wurden entfernt, die Zahl der 8,8-cm-Schnelladekanonen dafür auf zehn erhöht. Auch wurden drei der vorhandenen vier 35-cm-Torpedorohre durch solche mit 45 cm Durchmesser ersetzt. Durch den Umbau konnte besonders der Kohlenvorrat des Schiffs und damit seine Reichweite deutlich vergrößert sowie die Maschinenleistung und die Höchstgeschwindigkeit erhöht werden.
Die Heimdall wurde am 15. Juli 1902 wieder in Dienst gestellt, um im Rahmen des vorübergehend gebildeten II. Geschwaders an den Herbstmanövern teilzunehmen. Auch zu den Manövern im Folgejahr wurde die Heimdall herangezogen. Ein letztmaliger Einsatz des Schiffes in Friedenszeiten erfolgte 1909. Für die Herbstmanöver wurden alle Reserveschiffe aktiviert und zu einer Reserve-Flotte unter Vizeadmiral Hugo Zeye zusammengefasst. Die Küstenpanzerschiffe der Siegfried-Klasse bildeten dabei das III. Geschwader unter dem am 5. September zum Vizeadmiral beförderten Hugo Pohl. Geschwaderflaggschiff war die Hildebrand. Nach dem Ende der Manöver wurde die Heimdall am 17. September wieder außer Dienst gestellt.

### Erster Weltkrieg
Nach Ausbruch des Ersten Weltkriegs wurde die Heimdall am 12. August 1914 reaktiviert. Gemeinsam mit ihren Schwesterschiffen gehörte sie zum VI. Geschwader unter Konteradmiral Richard Eckermann. Nach Einzel- und Verbandsübungen übernahm die Heimdall am 19. September den Küstenschutz- und Vorpostendienst auf der Jade- und Wesermündung. Am 23. Dezember 1914 rammte sie auf der Reede von Wilhelmshaven das Großlinienschiff Kaiserin, das aber keinen größeren Schaden erlitt. Ab dem 15. Juni 1915 war die Heimdall auf der Ems stationiert. Der Kommandant des Küstenpanzerschiffs, Kapitän zur See Rudolf Bartels, wurde zusätzlich Chef der Küstenschutzdivision der Ems und Ältester Seebefehlshaber auf der Ems, womit er den Befehl über die dortigen Küstengewässer innehatte. Mit der am 31. August erfolgten Auflösung des VI. Geschwaders gehörte auch die Heimdall selbst der Küstenschutzdivision der Ems an. In diesem Verband fand das Schiff auch als Zielschiff Verwendung. Am 24. Februar 1916 wurde die inzwischen völlig veraltete Heimdall aus dem inzwischen als Küstenschutzflottille der Ems bezeichneten Verband herausgelöst und am 2. März in Emden außer Dienst gestellt. Neben dem geringen Kampfwert des Küstenpanzerschiffs war auch die angespannte Personallage der Kaiserlichen Marine ein Grund für die Außerdienststellung.

## Verbleib
Die Heimdall wurde noch 1916 desarmiert und bis Kriegsende in Emden als Wohnschiff zunächst für die IV. Unterseebootsflottille und ab Dezember 1917 für die Vorpostenflottille der Ems genutzt. Das Schiff wurde am 17. Juni 1919 aus der Liste der Kriegsschiffe gestrichen. Der Plan eines Umbaus der Heimdall zum Hebeschiff kam nicht zur Durchführung. 1921 wurde das Schiff in Rönnebeck abgewrackt.
Als Ersatz für die Heimdall wurde die 1912 vom Stapel gelaufene Friedrich der Große gebaut. Das Großlinienschiff diente als Flottenflaggschiff während der Skagerrakschlacht.

## Kommandanten
| 7. April bis 4. Juni 1894          | Korvettenkapitän Max Ehrlich                           |
| 1. November bis Dezember 1894      | Kapitän zur See Ferdinand Lavaud                       |
| Dezember 1894 bis April 1895       | Kapitänleutnant Konrad Henkel (reduzierte Besatzung)   |
| April bis Mai 1895                 | Leutnant zur See Carl Schaumann (in Vertretung)        |
| Mai bis 5. Juli 1895               | Korvettenkapitän Adolf Goetz                           |
| 8. August bis 24. September 1897   | Korvettenkapitän mit Oberstleutnantsrang Oskar Truppel |
| 26. Juli bis 29. September 1898    | Korvettenkapitän Hermann Lilie                         |
| 24. Juli bis 22. September 1900    | Korvettenkapitän Malte von Schimmelmann                |
| 15. Juli bis 29. September 1902    | Korvettenkapitän Hartwig von Dassel                    |
| 30. Juli bis 17. September 1903    | Korvettenkapitän Paul Schlieper                        |
| 22. Juli bis 17. September 1909    | Fregattenkapitän Carl Hollweg                          |
| 12. August 1914 bis September 1915 | Kapitän zur See Rudolf Bartels                         |
| September 1915                     | Korvettenkapitän Otto Boland (in Vertretung)           |
| September 1915 bis 2. März 1916    | Kapitän zur See Ernst Ewers                            |